# John Bailey (Landwirt)
John Bailey (* 1750; † 1819) war ein schottischer Landwirt. Er baute gegen Ende des 18. Jahrhunderts den ersten Pflug nach mathematischen Grundsätzen, der durch Albrecht Daniel Thaer auch in Deutschland eingeführt wurde. Seine Schrift Der bestmöglichste  Pflug von 1805 war eine der Hauptgrundlagen der landwirtschaftlichen Mechanik des 19. Jahrhunderts.

## Werke
- John Bailey: Der bestmöglichste Pflug, auf Erfahrung und mathematische Grundsätze gestützt. Realschulbuchh., Berlin 1805, online im Internet Archive (Originaltitel: An essay on the construction of the plough, deduced from mathematical principles and experiments).